# ウィーン・ミッテ駅
ウィーン・ミッテ駅（独: Bahnhof Wien Mitte）はオーストリア共和国の首都ウィーンに存在するオーストリア連邦鉄道（以下ÖBB）の鉄道駅である。ウィーン国際空港とウィーン市内を結ぶシティ・エアポート・トレイン（略称CAT）もここに発着する。

## 概要
ウィーンにおけるÖBBの路線の内、ウィーン・ミッテ駅が存在するものはウィーンから南部方面へ向かうオーストリア南部鉄道とウィーンから北方向に向かう鉄道路線との間をつなぐ、ウィーン市を縦に結ぶ都市近郊電車Sバーン路線である。地下に位置しておりSバーン等のホームとして島式ホームを2面4線、CATのホームとして片面ホームを1面1線持つ。
ウィーン地下鉄3号線（U3）と4号線（U4）のラントシュトラーセ駅（Landstraße）と連絡しており、ここからU3ではシュテファン大聖堂があるシュテファンスプラッツ駅（Stephansplatz）等のウィーン市中心部やウィーン西駅方面に、U4ではシェーンブルン宮殿の最寄り駅であるシェーンブルン駅（Schönbrunn）に直接向かうことが出来る。
また、ラントシュトラーセ駅にはコインロッカーもある。

## シティ・エアポート・トレイン
ウィーン・ミッテ駅にはシティ・エアポート・トレイン（CAT）も発着する。ただし通常のSバーンが発着するプラットホームとは場所が離れており、乗り場入り口も通常のSバーンのものとは異なる場所に設置されているため、Sバーンや地下鉄の駅からは若干歩くことになる。なおCATの乗り場ではスターアライアンス加盟会社等のチェックインや手荷物を預けることが出来る。

## 名称について
ウィーン・ミッテ（Wien Mitte）という名称は当駅が首都ウィーンの交通機能上の中心駅であるという誤解を与えがちであるが誤りである。ウィーン・ミッテという名称はウィーン市内において中心に近い部分の場所に位置しているからで、交通機能上の中心ということからではない。ウィーンには鉄道の中心駅として別にウィーン中央駅（Wien Haputbahnhof）が存在している。また真にウィーン市の中心であるウィーン1区インネレシュタット内にはなく、当駅から中心部に向かうには前述の通りU3を利用することが勧められる。

## 駅
地下駅。快速・普通用（Sバーン）の駅と、空港特急（CAT）の駅が分かれている。Sバーンの駅は島式ホーム2面4線、CATの駅は片面ホーム1面1線。
| 番線                  | 路線           | 種別                 | 行先                           |
| --------------------- | -------------- | -------------------- | ------------------------------ |
| 快速・普通ホーム      |                |                      |                                |
| 1・2                  | 南部線         | R快速・S 1S 2S 3普通 | ウィーナー・ノイシュタット方面 |
| 1・2                  | プレスブルク線 | S 7普通              | 空港・ヴォルフスタル方面       |
| 3・4                  | 北部線         | R快速・S 1S 7普通    | ゲンザーンスドルフ方面         |
| 3・4                  | 東部線ラー支線 | R快速・S 2普通       | ヴォルカースドルフ方面         |
| 3・4                  | 北西部線       | R快速・S 3普通       | ホラブルン方面                 |
| CAT（空港特急）ホーム |                |                      |                                |
| CAT                   | プレスブルク線 | CAT特急              | 空港方面                       |

- 接続:地下鉄U3、U4、路面電車O、バス74A、夜間バスN75